# Begirunea Tour 96
Begirunea Tour 96 fue una mini-gira que realizó el grupo de rock vasco Negu Gorriak en compañía de los mexicanos Tijuana No por México y Los Ángeles. Begirunea, en castellano, significa «respeto». Así, el nombre de la gira podría traducirse como «Respeto Tour 96».
La gira comenzó el 10 de abril en Los Ángeles y entraron a México por Tijuana, atravesando la frontera de California con Baja California. El 13 de abril ya se encontraban en México DF, donde tuvieron tres actuaciones, una de las cuales (el día 20 de abril) era un festival de apoyo al Ejército Zapatista de Liberación Nacional (EZLN), cuyo objetivo era recaudar fondos para realizar una instalación eléctrica en el Municipio Autónomo Zapatista de La Realidad, en el estado de Chiapas, corazón de la guerrilla zapatista.

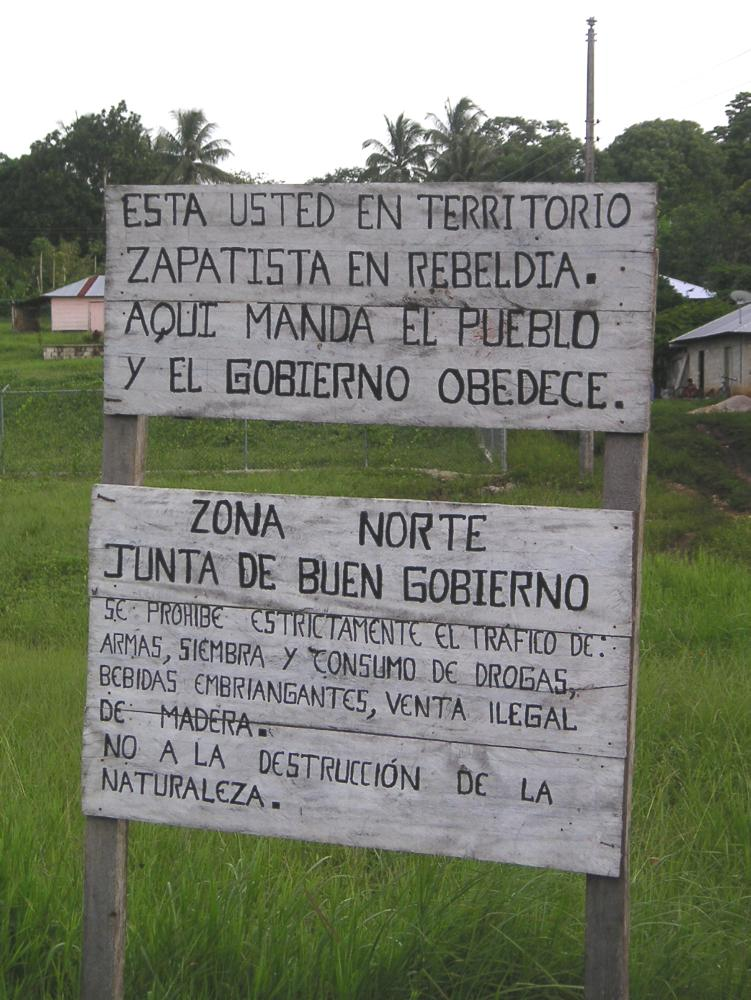
Letrero a la entrada a la zona de influencia del EZLN.

Antes de este festival, Fermin Muguruza, Mikel Abrego y Mikel Carmona (asistente del grupo) decidieron viajar a La Realidad a conocer por ellos mismos la Revuelta Zapatista. Acompañaron a una comitiva internacional entre cuyos miembros destacaba Danielle Mitterrand, presidenta de la Fundación France Libertés, en parte, organizadora de los actos de solidaridad en los que iba a participar el grupo. Una vez llegados a La Realidad, la comitiva fue recibida por los rebeldes, entre los que se encontraba el Comandante Tacho y la Comandante Trinidad, del EZLN.
A la caída de la noche, aparecieron una veintena de soldados zapatistas entre los que se encontraba el Subcomandante Marcos. Este y Danielle Miterrand dieron una rueda de prensa conjunta, tras la cual los dos miembros de Negu Gorriak se entrevistaron con él. Tras la partida de Marcos, Fermin y Mikel se quedaron a la fiesta y el baile que se iba a organizar esa noche en La Realidad. Durante la fiesta, observaron con orgullo que el Mayor Moisés (otro oficial del EZLN) llevaba prendida de su camisa una postal del Begirunea Tour 96, en la que se veía a un oficial zapatista.
A la mañana de su partida de La Realidad, apareció un convoy militar del Ejército mexicano, fotografiando a los no indígenas. Cuando el grupo estaba de vuelta al DF, un retén militar les paró y tomaron fotos, grabaciones de voz y los datos de los miembros del grupo, citándoles a presentarse en la Secretaría de Gobernación antes de abandonar el país
El 21 de abril, una vez terminada la gira (en el último concierto hubo una considerable presencia de policías de paisano), el grupo volvió sin mayores problemas al País Vasco. Mikel Abrego, quien quería quedarse en México y California de vacaciones, se presentó en la Oficina de Migración para arreglar el asunto. Allí, fue detenido por «entrar al país con documentos falsos y actuar en locales pese a carecer de una visa que le permitiese actuar para obtener ganancias». Además, se le informó que iba a ser multado con 250.000 pesetas (unos 1.500 euros). Se le asignó un abogado y fue conducido a un centro de reclusión, de donde fue liberado el 25 de abril (previo pago de la multa de, finalmente, 150.000 pesetas —unos 900 euros—) y expulsado del país.
Fue la última gira que realizó el grupo, ya que el 31 de octubre de ese mismo año, Fermin Muguruza anunció la disolución de la banda en el diario Egin.

## Fechas, lugares y grupos con los que tocaron
| Día         | Lugar                 | Ciudad                  | País           | Notas                                                                |
| 10 de abril | Hollywood Grand       | Los Ángeles, California | Estados Unidos | Junto a Tijuana No, Calavera, Resorte y Los Olvidados.               |
| 12 de abril | Estudio Uno           | Tijuana                 | México         | Junto a Tijuana No, Resorte y Drip By Down.                          |
| 13 de abril | La Viuda              | México DF               | México         | Con Sektakore.                                                       |
| 14 de abril | Cine Santos Degollado | México DF               | México         | Con A.N.I.M.A.L., Resorte y La Matatena.                             |
| 20 de abril | Cine Ópera            | México DF               | México         | Con Transmetal, Tijuana No, A.N.I.M.A.L., Resorte, Makina y Vantroi. |